# Andrej Gaspari
Andrej Gaspari, slovenski arheolog, * 1. januar 1973, Ljubljana.
Po končani poljanski gimnaziji je vpisal študij arheologije na Oddelku za arheologijo Filozofske fakultete Univerze v Ljubljani. Že med študijem se je ukvarjal z arheološkimi izkopavanji in podvodno arheologijo. Danes je eden vodilnih slovenskih strokovnjakov na področju podvodne arheologije. Januarja 2007 je bil objavljen intervju z njim v slovenski izdaji National Geographica, v mednarodni izdaji istega mesečnika pa reportaža (s fotografijami Arneja Hodaliča) A River's Gift, ki govori o odnosu med njim in Ljubljanico, njegovim najpomembnejšim objektom raziskav. Poleg Ljubljanice se ukvarja tudi s proučevanjem antične Emone.
Leta 2024 je njegova osebni opus v Kooperativnem online bibliografskem sistemu COBISS obsegal 459 enot.

## Nagrade in priznanja
- Valvasorjeva nagrada za razstavo Enigma – skrivnostno zakulisje vojne (Park vojaške zgodovine Pivka) (skupaj z Jankom Boštjančičem)[6]